# Golpe de Estado na Etiópia em 1960

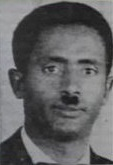
Germane Neway.

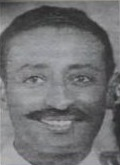
Mengistsu Neway.

O Golpe de 1960 foi um golpe de Estado ocorrido na Etiópia em 13 de dezembro de 1960 que tentou derrubar o imperador Haile Selassie. Enquanto estava ausente em uma visita de Estado ao Brasil, quatro conspiradores, liderados por Germane Neway e seu irmão mais velho o brigadeiro-general Mengistsu Neway, que era comandante do Kebur Zabangna (a Guarda Imperial Etíope), tomaram como reféns vários ministros e outras figuras importantes. Então, depois de assumir o controle da maior parte de Addis Abeba, capital da Etiópia, declararam que o regime de Haile Selassie foi deposto e anunciaram o início de um novo governo, mais progressista sob o domínio do filho mais velho de Haile Selassie, o príncipe herdeiro Asfaw Wossen, que iria resolver os inúmeros problemas econômicos e sociais enfrentados pela Etiópia. Apesar de uma manifestação de apoio por parte dos alunos da Universidade Haile Selassie, outras unidades militares permaneceram leais e colaboraram para esmagar o golpe. Em 17 de dezembro, os partidários do imperador haviam recuperado o controle de Addis Abeba e os conspiradores estavam mortos ou tinham fugido da capital.
Alguns especialistas em história etíope consideram este evento a mais séria ameaça ao governo de Haile Selassie entre seu retorno à Etiópia em 1941 e sua deposição em 1974 durante a Revolução Etíope. 